# Hawaiodillo perkinsi
Hawaiodillo perkinsi är en kräftdjursart som först beskrevs av Dollfus 1900.  Hawaiodillo perkinsi ingår i släktet Hawaiodillo och familjen Armadillidae. Inga underarter finns listade i Catalogue of Life.